# 蓋亞文化
蓋亞文化有限公司（英語：GAEA BOOKS CO. LTD.）是臺灣的綜合出版社。2001年創立於臺北，最初以華文原創類型小說為起點，後拓展至歐美日韓譯著，以及臺灣歷史文化題材與原創漫畫等領域。17年來出版300部原創台漫，其中23部獲得金漫獎，14部獲得日本國際漫畫賞。其旗下並經營輕小說品牌「魔豆文化」、漫畫品牌「原動力文化」，並長年參與臺灣原創漫畫推動與IP授權。

## 歷史
- 2001年，蓋亞文化成立，以華文原創類型小說起家。[1]
- 2010年前後，開始嘗試以臺灣歷史為背景的漫畫，如《柯普雷的翅膀》、《北城百畫帖》。[3]
- 2010年後，設立輕小說品牌魔豆文化，主軸為華文原創輕小說與周邊，代表作家包括醉琉璃、香草、花於景、天罪等。[1]
- 2011年，原動力文化加入蓋亞體系（由「原動力亞細亞」併入），正式踏入台灣漫畫界，開始出版圖文漫畫作品。[1]
- 2012年底，與中華民國文化部合作，負責製作以臺灣歷史、文化與自然為題材，臺灣創作者創作的漫畫集《Creative Comic Collection 創作集》。
- 2014年起，推出《獵魔士》長篇與短篇等譯作系列。
- 2019年，成立複合式書店品牌「基地書店」（Basisbooks），首店設於臺灣漫畫基地1樓，主打臺灣原創漫畫，是臺灣唯一以臺灣原創漫畫為主題的漫畫專業書店，提供飲品與活動空間。[1]
- 2022年，成立「奎府聚書店」，位於台北市赤峰街，以臺灣記憶相關的影像與書籍為主題，提供輕食，簡餐與飲品。[1]
- 2024年，宣布與日本Culture Weaver合作，設立東京辦公室，布局內容出海與授權。[4]
- 2025年8月，啟動「台日共製計劃」計畫，首波選書以「絆：百年前的台灣」為主題，有6部作品上架逾30個日本電子平台，當中《青空下的追風少年》於2024年獲頒日本國際漫畫賞金獎，《芭蕉的芽》也於2025年獲頒銀獎；並展開3部台日共製連載。[5]

## 品牌
- 蓋亞文化
- 魔豆文化
- 原動力文化
- 基地書店

## 代表作家
- 黃易
- 九把刀
- 護玄
- 星子
- 莫仁
- 喬靖夫

## 外部連結
- 蓋亞文化的Facebook專頁
- 蓋亞文化官網